# Hwanggeum-ui jeguk
Hwanggeum-ui jeguk (hangeul: 황금의 제국, lett. L'impero d'oro; titolo internazionale Empire of Gold) è una serie televisiva sudcoreana trasmessa su SBS dal 1º luglio al 17 settembre 2013.

## Trama
La serie copre un arco temporale di vent'anni, dal 1990 al 2010, e segue il chaebol Sungjin che si riprende dalla crisi finanziaria asiatica diventando uno dei conglomerati più importanti della nazione. Tre persone si ritrovano coinvolte nella lotta di potere per il controllo della società.

## Personaggi
- Jang Tae-joo, interpretato da Go Soo
- Choi Seo-yoon, interpretata da Lee Yo-won
- Choi Min-jae, interpretato da Son Hyun-jo
- Yoon Seol-hee, interpretata da Jang Shin-young
- Jo Pil-doo, interpretato da Ryu Seung-soo
- Choi Dong-seong, interpretato da Park Geun-hyung
- Jang Hee-joo, interpretata da Yoon Seung-ah
- Choi Seong-jae, interpretato da Lee Hyun-jin
- Yoo Soon-ok, interpretata da Sunwoo Eun-sook
- Han Jeong-hee, interpretata da Kim Mi-sook
- Choi Dong-jin, interpretato da Jung Han-yong
- Choi Won-jae, interpretato da Um Hyo-sup
- Park Eun-jung, interpretata da Go Eun-mi
- Choi Jeong-yoon, interpretata da Shin Dong-mi
- Son Dong-hwi, interpretato da Jeong Wook
- Shin Jong-ho, interpretato da Kim Jeong-hak
- Na Chun-ho, interpretato da Kim Kang-hyeon
- Kim Kwang-se, interpretato da Lee Won-jae
- Park Jin-tae, interpretato da Choi Yong-min
- Kang Ho-yeon, interpretato da Park Ji-il
- Jeong Yu-jin, interpretata da Jin Seo-yeon
- Jeong Byeong-guk, interpretato da Kwon Tae-won
- Jang Bong-ho, interpretato da Nam Il-woo
- Choi Yong-jae, interpretato da Kim Hyung-gyu

## Ascolti
| Episodio | Data di trasmissione | Dati TNMS           | Dati TNMS                  | Dati AGB            | Dati AGB                   |
| Episodio | Data di trasmissione | A livello nazionale | Area metropolitana di Seul | A livello nazionale | Area metropolitana di Seul |
| -------- | -------------------- | ------------------- | -------------------------- | ------------------- | -------------------------- |
| 1        | 1 luglio 2013        | 8,0%                | 9,7%                       | 8,5%                | 9,2%                       |
| 2        | 2 luglio 2013        | 8,2%                | 9,7%                       | 9,0%                | 9,9%                       |
| 3        | 8 luglio 2013        | 7,5%                | 8,2%                       | 9,3%                | 10,0%                      |
| 4        | 9 luglio 2013        | 8,1%                | 9,2%                       | 9,2%                | 10,2%                      |
| 5        | 15 luglio 2013       | 8,2%                | 10,3%                      | 9,5%                | 11,4%                      |
| 6        | 16 luglio 2013       | 8,7%                | 10,2%                      | 9,7%                | 11,5%                      |
| 7        | 22 luglio 2013       | 9,7%                | 11,8%                      | 10,1%               | 10,8%                      |
| 8        | 23 luglio 2013       | 9,4%                | 11,5%                      | 10,7%               | 11,9%                      |
| 9        | 29 luglio 2013       | 9,5%                | 10,0%                      | 10,4%               | 11,4%                      |
| 10       | 30 luglio 2013       | 10,1%               | 11,2%                      | 10,2%               | 12,0%                      |
| 11       | 5 agosto 2013        | 10,3%               | 12,4%                      | 9,8%                | 10,9%                      |
| 12       | 6 agosto 2013        | 10,5%               | 13,6%                      | 11,0%               | 12,3%                      |
| 13       | 12 agosto 2013       | 8,8%                | 10,3%                      | 10,0%               | 11,9%                      |
| 14       | 13 agosto 2013       | 10,8%               | 13,6%                      | 11,2%               | 13,2%                      |
| 15       | 19 agosto 2013       | 8,8%                | 11,3%                      | 10,7%               | 12,5%                      |
| 16       | 20 agosto 2013       | 10,3%               | 12,9%                      | 11,7%               | 13,8%                      |
| 17       | 26 agosto 2013       | 8,5%                | 11,0%                      | 11,2%               | 12,9%                      |
| 18       | 27 agosto 2013       | 8,5%                | 11,0%                      | 11,4%               | 13,3%                      |
| 19       | 2 settembre 2013     | 7,8%                | 9,8%                       | 11,4%               | 13,7%                      |
| 20       | 3 settembre 2013     | 6,8%                | 8,2%                       | 10,6%               | 13,1%                      |
| 21       | 9 settembre 2013     | 7,4%                | 7,9%                       | 10,8%               | 12,3%                      |
| 22       | 10 settembre 2013    | 7,4%                | 8,4%                       | 11,2%               | 13,0%                      |
| 23       | 16 settembre 2013    | 7,7%                | 9,6%                       | 10,3%               | 12,6%                      |
| 24       | 17 settembre 2013    | 8,1%                | 9,7%                       | 9,7%                | 11,2%                      |
| Media    | Media                | 8,7%                | 10,5%                      | 10,3%               | 11,9%                      |

## Colonna sonora
1. Etched in My Heart (가슴에 새긴다) – Yoon Kyu-sung
2. I Love You, I Love You, I Love You (사랑해 사랑해 사랑해) – 4MEN
3. In My Dream – ALi
4. Shout to the World (세상에 외치다) – Sung Soo-jin
5. Darkness of Daybreak
6. Age of Gold
7. Golden Attack
8. Economic Conspiracy
9. War of Gold (황금의 전쟁)
10. Hypocrite
11. Curse of the Giants (거인의 저주)
12. Elegant World (우아한 세계)
13. Age of Gold (Sad Story)
14. Waltz of the Storm (폭풍의 왈츠)
15. Empty-handed (빈손)
16. All Or Nothing
17. At the End of Twilight (황혼의 끝에서)
18. Wingless Bird (날개 없는 새)
19. Gold and Dirt (金 그리고 훍)
20. Greed for Money
21. Now is the Time
22. Black Hand (검은손)
23. The Sad Shadow of a Rose (슬픈 장미의 그림자)
24. Age of Gold (March Story)
25. Yellow Dog
26. Blood Dance (피의 춤)

## Riconoscimenti
| Anno | Premio               | Categoria                                        | Ricevente       | Risultato       |
| ---- | -------------------- | ------------------------------------------------ | --------------- | --------------- |
| 2013 | Korea Drama Awards   | Top Excellence Award, Actress                    | Lee Yo-won      | Candidato/a     |
| 2013 | APAN Star Awards     | Top Excellence Award, Actor                      | Go Soo          | Candidato/a     |
| 2013 | APAN Star Awards     | Acting Award, Actress                            | Jang Shin-young | Candidato/a     |
| 2013 | SBS Drama Awards     | Top Excellence Award, Actor in a Drama Special   | Go Soo          | Candidato/a     |
| 2013 | SBS Drama Awards     | Top Excellence Award, Actress in a Drama Special | Lee Yo-won      | Vincitore/trice |
| 2013 | SBS Drama Awards     | Special Award, Actor in a Drama Special          | Park Geun-hyung | Candidato/a     |
| 2013 | SBS Drama Awards     | Special Award, Actor in a Drama Special          | Jung Han-yong   | Candidato/a     |
| 2013 | SBS Drama Awards     | Special Award, Actress in a Drama Special        | Kim Mi-sook     | Candidato/a     |
| 2013 | SBS Drama Awards     | Special Award, Actress in a Drama Special        | Jang Shin-young | Candidato/a     |
| 2013 | SBS Drama Awards     | Top 10 Stars                                     | Lee Yo-won      | Vincitore/trice |
| 2014 | Baeksang Arts Awards | Most Popular Actor (TV)                          | Go Soo          | Candidato/a     |
| 2014 | Baeksang Arts Awards | Most Popular Actor (TV)                          | Son Hyun-joo    | Candidato/a     |